# Municipio de Montgomery (condado de Franklin)
El municipio de Montgomery (en inglés: Montgomery Township) es un municipio ubicado en el condado de Franklin en el estado estadounidense de Pensilvania. En el año 2000 tenía una población de 4.949 habitantes y una densidad poblacional de 28.5 personas por km².

## Geografía
El municipio de Montgomery se encuentra ubicado en las coordenadas 39°44′00″N 77°49′59″O / 39.73333, -77.83306.

## Demografía
Según la Oficina del Censo en 2000 los ingresos medios por hogar en la localidad eran de $47,538 y los ingresos medios por familia eran de $50,653. Los hombres tenían unos ingresos medios de $31,364 frente a los $23,775 para las mujeres. La renta per cápita de la localidad era de $18,699. Alrededor del 7% de la población estaba por debajo del umbral de pobreza.